# Knodus caquetae
Knodus caquetae är en fiskart som beskrevs av Fowler, 1945. Knodus caquetae ingår i släktet Knodus och familjen Characidae. Inga underarter finns listade i Catalogue of Life.